# Unga KRIS
Unga KRIS (Unga Kriminellas Revansch I Samhället) är ett fristående ungdomsförbund till den ideella föreningen KRIS. Ungdomsförbundet är riksomfattande och arbetar med ungdomar i riskzonen för brott och missbruk. Förbundsordförande är Rebecca Svart som valdes som första kvinna till posten i maj 2016 och efterträdde Anders Eriksson.
Tidigare förbundsordförande:
- 2009-2012 Magnus Andersson
- 2012-2013 Kristoffer Johansson
- 2013-2013 Peter Holmqvist
- 2013-2015 Kristoffer Johansson
- 2015-2016 Anders Eriksson

Unga KRIS startades som ett projekt 2005 av KRIS (Kriminellas revansch i samhället) genom ett ekonomiskt bidrag på 26 miljoner kronor från Allmänna arvsfonden; det var då det största bidrag Allmänna arvsfonden någonsin givit ett projekt. Projektet resulterade i att sjutton lokalföreningar inom KRIS deltog i projektet och bildade lokala projektgrupper och ungdomsråd. År 2009, under projektets sista år, valde flera projektorter att bilda ungdomsförbundet Unga KRIS. De första fyra orterna som bildade förbundet var Unga KRIS Halmstad, Unga KRIS Uppsala, Unga KRIS Örebro och Unga KRIS Sollentuna. Förbundet stiftade egna Stadgar baserade på Kriminellas revansch i samhällets deviser Hederlighet, Drogfrihet, Kamratskap och Solidaritet. Idag finns Unga KRIS föreningar i Helsingborg, Halmstad, Falkenberg, Kalmar, Linköping, Norrköping, Örebro, Stockholm, Gävle, Bollnäs och Umeå.
Genom att uppskatta den sannolika kostnaden som samhället skulle haft för respektive projektdeltagande ungdom om de fortsatt sin kriminella bana, mot de faktiska kostnaderna för projektet, har Kari Jess mätt samhällsnyttan med projektet och kommit fram till att varje krona som Allmänna arvsfonden investerat i Unga KRIS gav 85 kronor tillbaka. Projektet var så pass framgångsrikt att KRIS riksförbund tilldelades priset Arvsfondens Guldkorn 2012 inom kategorin lokalstöd.